# Ussat
Ussat è un comune francese di 320 abitanti situato nel dipartimento dell'Ariège nella regione dell'Occitania.

## Società

### Evoluzione demografica
Abitanti censiti

## Monumenti e luoghi d'interesse

### Grottades Eglises
Nel 1921 nella grotta des Eglises nei pressi del villaggio vennero scoperte delle pitture che furono classificate come appartenenti al Maddaleniano recente. Le pitture si trovano lungo le pareti e sulla volta, sono di colore rosso e sono disposte su un lungo corridoio poco illuminato. Visto l'aspetto parecchio indistinto, ad un primo approccio si era pensato ad un forte degrado delle pitture, poi però Leroi Gourhan ha ipotizzato una stilizzazione delle rappresentazioni, in analogia a quanto visto presso le grotte di Bayol. Le raffigurazioni mostrano animali come bisonti, cavalli, stambecchi ed altri che sono disegni con pochi e semplici segni. I segni astratti, al contrario, sono accuratamente dipinti e presentano una varietà dello stile tettiforme.